# Firefly (曲)
「firefly」（ファイアフライ）は、BUMP OF CHICKENの23枚目のシングル。2012年9月12日にトイズファクトリーから発売された。
表題曲は、ドラマ『息もできない夏』の主題歌に起用され、BUMP OF CHICKENとしては、ドラマ『天体観測』（同バンドの楽曲が挿入歌として多数起用された）以来約10年ぶり2度目のドラマタイアップとなった。なお、主題歌を担当するのはこれが初となる。

## 収録曲
- 全曲、作詞・作曲：藤原基央　編曲：BUMP OF CHICKEN

1. firefly [5:32]
  - フジテレビ系ドラマ『息もできない夏』主題歌。
  - 「firefly」とは英語で「蛍」という意味である。
2. ほんとのほんと [4:38]
  - CDシングルに収録されたカップリング曲は、現時点でこの曲が最後で、これ以降にリリースされたCDシングルは、全曲A面となっている。

隠しトラックは「play sports」（作詞・作曲：BUMP OF CHICKEN）が収録されている。

## 収録アルバム
- 『RAY』（#1）